# Fabio Scherer
Fabio Luca Scherer (Engelberg, 13 de junio de 1999) es un piloto de automovilismo suizo. Actualmente corre en distintas carreras de resistencia.

## Carrera
Scherer comenzó su carrera automovilística en karting en 2009 y participó principalmente en campeonatos suizos. En 2014, se convirtió en campeón nacional en la clase KF3. En 2015, su última temporada en los karts, hizo el cambio al campeonato europeo.
En 2016, Scherer hizo el cambio a las carreras de fórmula, haciendo su debut en el ADAC Fórmula 4 con el equipo Jenzer Motorsport. Tuvo una buena primera temporada, con una sorprendente victoria sobre Lausitzring siendo el punto culminante. Además de esta victoria, solo logró un punto de campeonato y por lo tanto se convirtió en el decimoséptimo en la clasificación con 26 puntos. También montó para Jenzer en los primeros tres fines de semana de carreras del Campeonato de Italia de Fórmula 4, en el que el noveno lugar en el Adria International Raceway fue su mejor clasificación.
En 2017, Scherer comenzó la temporada en el Campeonato de Fórmula 4 de los Emiratos Árabes Unidos, en el que participó en los dos últimos fines de semana de carreras en el Circuito Yas Marina para el equipo de Rasgaira Motorsports. Ganó la última carrera del primer fin de semana de carrera y terminó octavo en la clasificación final con 84 puntos. Luego regresó a la Fórmula 4 ADAC, donde cambió al equipo US Racing, el equipo del ex piloto de Fórmula 1 Ralf Schumacher. Ganó una carrera en Sachsenring y se convirtió en el quinto en el campeonato con 154.5 puntos.
En 2018, Scherer hizo su debut en la Fórmula 3 en el Campeonato Europeo de Fórmula 3, en el que jugó para el equipo Motopark. Durante el primer fin de semana de carrera en el Circuit de Pau-Ville, inmediatamente logró el cuarto lugar en la carrera. Más adelante en la temporada, logró su primer lugar en el podio en Spa-Francorchamps en una carrera con una segunda posición detrás de Daniel Ticktum, y en el siguiente fin de semana de carrera en Silverstone, logró su primera pole position. Sus resultados en el resto de la temporada, sin embargo, fueron mixtos y con 64 puntos, finalmente terminó en el puesto 14 en el ranking.
En 2019, la Fórmula 3 europea fue reemplazada por el nuevo Campeonato de Fórmula 3 de la FIA. En esta clase, Scherer corrió para el equipo Sauber Junior Team by Charouz.
Al año siguiente debutó en el DTM con WRT, donde logró sumar 20 puntos en toda la temporada. En 2021, fue contratado por United Autosports para competir en el FIA WEC (LMP2).

## Resumen de carrera
| Temporada | Categoría                                          | Equipo                        | Carreras | Victorias | Poles | VR | Podios | Puntos | Pos. |
| --------- | -------------------------------------------------- | ----------------------------- | -------- | --------- | ----- | -- | ------ | ------ | ---- |
| 2016      | ADAC Fórmula 4                                     | Jenzer Motorsport             | 24       | 1         | 0     | 0  | 1      | 26     | 17.º |
| 2016      | Campeonato de Italia de Fórmula 4                  | Jenzer Motorsport             | 9        | 0         | 0     | 0  | 0      | 3      | 29.º |
| 2016-17   | Campeonato de EAU de Fórmula 4                     | Rasgaira Motorsports          | 8        | 1         | 0     | 0  | 2      | 83     | 8.º  |
| 2017      | ADAC Fórmula 4                                     | US Racing                     | 21       | 1         | 0     | 3  | 6      | 154.5  | 5.º  |
| 2018      | Campeonato Europeo de Fórmula 3 de la FIA          | Motopark                      | 30       | 0         | 1     | 2  | 1      | 64     | 14.º |
| 2019      | Campeonato de Fórmula 3 de la FIA                  | Sauber Junior Team by Charouz | 16       | 0         | 0     | 0  | 0      | 7      | 17.º |
| 2020      | Deutsche Tourenwagen Masters                       | Audi Sport Team WRT           | 18       | 0         | 0     | 1  | 0      | 20     | 16.º |
| 2021      | Campeonato Mundial de Resistencia de la FIA - LMP2 | United Autosports USA         | 5        | 2         | 2     | 0  | 2      | 84     | 5.º  |
| 2021      | Porsche Supercup                                   | Fach Auto Racing              | 7        | 0         | 0     | 0  | 0      | 0      | NC†  |
| 2022      | WeatherTech SportsCar Championship - LMP2          | High Class Racing             | 5        | 0         | 0     | 0  | 1      | 1225   | 10.º |
| 2022      | Campeonato Mundial de Resistencia de la FIA - LMP2 | Inter Europol Competition     | 1        | 0         | 0     | 0  | 0      | 0      | 29.º |
| 2022      | 24 Horas de Le Mans - LMP2                         | Inter Europol Competition     |          |           |       |    |        |        | 14.º |
| 2022      | European Le Mans Series - LMP2                     | Inter Europol Competition     | 6        | 0         | 0     | 0  | 1      | 32     | 10.º |
| 2023      | Campeonato Mundial de Resistencia de la FIA - LMP2 | Inter Europol Competition     | 7        | 1         | 0     | 0  | 3      | 114    | 2.º  |
| 2024      | European Le Mans Series - LMP2                     | United Autosports             | 6        | 0         | 0     | 0  | 0      | 27     | 11.º |
| 2024      | 24 Horas de Le Mans - LMP2                         | Nielsen Racing                |          |           |       |    |        |        | 11.º |
| Fuente:   |                                                    |                               |          |           |       |    |        |        |      |

- † Era piloto invitado, por lo que no sumó puntos.

## Resultados

### Campeonato de Fórmula 3 de la FIA
(Clave) (negrita indica pole position) (cursiva indica vuelta rápida puntuable)

| Año  | Escudería                     | 1   | 1   | 2   | 2   | 3   | 3   | 4   | 4   | 5   | 5   | 6   | 6   | 7   | 7   | 8   | 8   | Pos. | Puntos | Ref.  |
| ---- | ----------------------------- | --- | --- | --- | --- | --- | --- | --- | --- | --- | --- | --- | --- | --- | --- | --- | --- | ---- | ------ | ----- |
| 2019 | Sauber Junior Team by Charouz | BAR | BAR | LEC | LEC | SPI | SPI | SIL | SIL | BUD | BUD | SPA | SPA | MNZ | MNZ | SOC | SOC | 17.º | 7      | [ 4 ] |
| 2019 | Sauber Junior Team by Charouz | 27  | Ret | 15  | Ret | Ret | 22  | 16  | 8   | 15  | 13  | 27  | 18  | 8   | 7   | Ret | Ret | 17.º | 7      | [ 4 ] |

### Deutsche Tourenwagen Masters
(Clave) (negrita indica pole position) (cursiva indica vuelta rápida)

| Año     | Escudería           | Automóvil          | 1        | 2        | 3        | 4        | 5        | 6        | 7        | 8         | 9        | 10        | 11        | 12       | 13       | 14      | 15      | 16        | 17        | 18       | Pos. | Puntos |
| ------- | ------------------- | ------------------ | -------- | -------- | -------- | -------- | -------- | -------- | -------- | --------- | -------- | --------- | --------- | -------- | -------- | ------- | ------- | --------- | --------- | -------- | ---- | ------ |
| 2020    | Audi Sport Team WRT | Audi RS5 Turbo DTM | SPA 1 12 | SPA 2 12 | LAU 1 14 | LAU 2 11 | LAU 1 13 | LAU 2 15 | ASS 1 15 | ASS 2 Ret | NÜR 1 15 | NÜR 2 16† | NÜR 1 Ret | NÜR 2 14 | ZOL 1 13 | ZOL 2 5 | ZOL 1 5 | ZOL 2 Ret | HOC 1 13† | HOC 2 12 | 16.º | 20     |
| Fuente: |                     |                    |          |          |          |          |          |          |          |           |          |           |           |          |          |         |         |           |           |          |      |        |

- † El piloto no terminó la carrera, pero se clasificó al completar el 90% de la distancia total.

### 24 Horas de Le Mans
| Año     | Equipo                    | Copilotos                                  | Automóvil       | Clase | Vueltas | Pos. | Pos. Clase |
| ------- | ------------------------- | ------------------------------------------ | --------------- | ----- | ------- | ---- | ---------- |
| 2021    | United Autosports USA     | Phil Hanson Filipe Albuquerque             | Oreca 07-Gibson | LMP2  | 328     | 40.º | 18.º       |
| 2022    | Inter Europol Competition | Pietro Fittipaldi David Heinemeier Hansson | Oreca 07-Gibson | LMP2  | 364     | 18.º | 14.º       |
| 2023    | Inter Europol Competition | Albert Costa Jakub Śmiechowski             | Oreca 07-Gibson | LMP2  | 328     | 9.º  | 1.º        |
| Fuente: |                           |                                            |                 |       |         |      |            |